# Motoneurone
 (janvier 2025).
Si vous disposez d'ouvrages ou d'articles de référence ou si vous connaissez des sites web de qualité traitant du thème abordé ici, merci de compléter l'article en donnant les références utiles à sa vérifiabilité et en les liant à la section « Notes et références ».

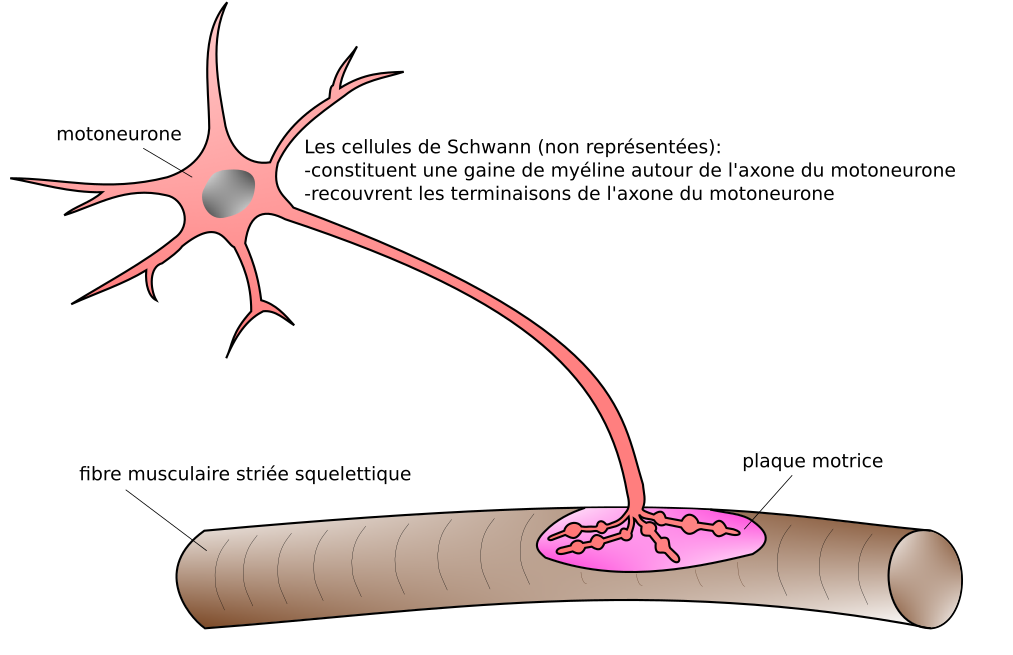
Schéma d'une jonction neuro-musculaire par un motoneurone.

Les motoneurones constituent la voie de sortie du système nerveux central ou la voie finale de tout acte moteur. Les corps cellulaires des motoneurones sont situés soit dans le tronc cérébral, soit dans la corne ventrale de la substance grise de la moelle épinière.
Chaque motoneurone possède un axone qui part du système nerveux central pour innerver les fibres musculaires d'un muscle. L'ensemble constitué par un motoneurone et les fibres musculaires qu'il innerve constitue une unité motrice.

## Typologie
On distingue trois types de motoneurones : 
1. Les motoneurones alpha, qui innervent les fibres musculaires responsables de la contraction ;
2. Les motoneurones gamma, qui innervent les fuseaux neuromusculaires, ajustant ainsi leur sensibilité à l'étirement ;
3. Les motoneurones bêta, qui innervent les deux types de fibres.

## Projections des motoneurones
Les motoneurones sont connectés à deux types de cellules. 
Par l'intermédiaire de leur axone, ils innervent les fibres musculaires de leur unité motrice. 
Avant de sortir de la moelle épinière, l'axone des motoneurones émet une collatérale qui innerve les cellules de Renshaw, qui représentent une catégorie d'interneurones spinaux. Le neurotransmetteur utilisé par les motoneurones est l'acétylcholine.

## Récepteurs exprimés par les motoneurones
Comme tous les neurones du système nerveux central, les motoneurones sont dotés de récepteurs. Les synapses excitatrices contiennent des récepteurs au glutamate (AMPA, Kaïnate, NMDA). Les synapses inhibitrices contiennent des récepteurs au GABA et à la glycine. En plus de ces récepteurs ionotropes, les motoneurones expriment des récepteurs métabotropes activés par le glutamate, la noradrénaline, la sérotonine, l'acétylcholine.

## Techniques d'étude
Du fait de la taille relativement élevée de leur soma (de l'ordre de 50 µm de diamètre), les motoneurones ont été les premières cellules nerveuses étudiées avec des électrodes intracellulaires. Ces expériences effectuées au cours des années 1950 sur des chats anesthésiés ont permis de caractériser les principales voies réflexes de la moelle épinière (ce sont essentiellement les travaux de John Carew Eccles, prix Nobel de physiologie et de médecine en 1963). Pour des raisons éthiques ainsi que pour le peu d'intérêt scientifique qu'elle suscite, cette approche expérimentale est en voie de disparition. Depuis les années 1980, les motoneurones sont étudiés sur des préparations in vitro de tranches de moelle épinière ou bien sur des cultures de cellules prélevées dans la moelle épinière. Ces modèles d'étude permettent d'utiliser en parallèle des techniques telles que l'électrophysiologie, la pharmacologie, la microscopie, l'immunohistochimie.

## Développement des motoneurones
Les motoneurones sont spécifiés dans la partie ventrale de la moelle épinière tôt dans le développement neural. Les progéniteurs ventraux du neuroépithelium en réponse au morphogène Sonic Hedgehog (Shh) expriment le gène Olig2 génèrent les « précurseurs des motoneurones » (pMN). Ces précurseurs quittent la zone progénitrice et se différencient dans la substance grise.  